# Pretty Girl Special Edition
Pretty Girl Special Edition은 2009년 2월 18일 발매된 카라의 Pretty Girl의 리패키지 앨범으로, 〈하니〉라는 곡을 새롭게 편곡한 "Honey"가 타이틀곡으로 선정되었다.

## 배경
- 12월 29일 - SBS 가요대전에서 "Pretty Girl (Bunny Ver.)" 스페셜 스테이지, 브라운 아이드 걸스 & 쥬얼리와 Dance Break 공연
- 1월 4일 - SBS 인기가요에서 "Pretty Girl (Bunny Ver.)" 스페셜 스테이지
- 2월 10일 - "Honey" 안무동영상 공개
- 2월 13일 - "Honey" 티저버전 공개
- 2월 14일 - 쇼! 음악중심에서 "Honey" 첫 무대
- 2월 16일 - "Honey" 뮤직비디오 공개
- 2월 18일 - 2번째 미니앨범 리팩키지 Honey (2nd Mini Album Pretty Girl Special Edition) 발매
- 3월 5일 - 〈Honey〉로 Mnet 엠 카운트다운 데뷔 이래 첫 1위
- 3월 8일 - 〈Honey〉로 인기가요 데뷔 이래 공중파 첫 1위
- 4월 2일 - Mnet 엠 카운트다운, '나는...(Ing)' 스페셜 스테이지

## 특징과 대표곡
- 1번째 트랙은 "Honey"로 타이틀곡이다. 1월 28일부터 2월 1일까지 공식 홈페이지를 통해 이루어진 팬들의 인터넷 투표에서 '요를레이' 'My Darling' '나는..(ING)' '하니' 등 총 4곡이 후보에 올랐으며 '하니'가 60%가 넘는 압도적인 지지를 받았다.
- 타이틀곡 "Honey"의 "나만의 허니 허니 허니 돌아서야 하니 하니 하니"를 부를 때 꿀찍어먹기 춤이 화제가 되었다.[1]
- 3번째 트랙 "Pretty Girl (Bunny Ver.)"은 공개되기 전에, 2008년 12월 29일 SBS 가요대전에서 미리 공연을 선보인바 있다.
- 이 앨범의 모든 노래는 한재호와 김승수가 작곡하였다.

## 트랙 리스트
전체 작곡: 한재호, 김승수
| #  | 제목                               | 작사           | 재생 시간 |
| -- | ---------------------------------- | -------------- | --------- |
| 1. | 〈Honey〉                          | 송수윤         | 3:13      |
| 2. | 〈이게 뭐야 (Plastic Ver.)〉       | 송수윤         | 3:02      |
| 3. | 〈Pretty Girl (Bunny Ver.)〉       | 송수윤         | 2:46      |
| 4. | 〈Good Day (Season 2)〉            | 한재호, 김승수 | 3:11      |
| 5. | 〈Pretty Girl (School Rock Ver.)〉 | 송수윤         | 3:28      |
| 6. | 〈Honey (Ver.2)〉                  | 송수윤         | 3:13      |

## 수상

### 음악 프로그램
| 연도 | 날짜     | 방송국 | 프로그램      | 노래  | 수상                |
| ---- | -------- | ------ | ------------- | ----- | ------------------- |
| 2009 | 3월 26일 | Mnet   | 엠 카운트다운 | Honey | Only One Song       |
| 2009 | 3월 19일 | Mnet   | 엠 카운트다운 | Honey | Triple Crown (결방) |
| 2009 | 3월 12일 | Mnet   | 엠 카운트다운 | Honey | 1위                 |
| 2009 | 3월 8일  | SBS    | 인기가요      | Honey | 뮤티즌송            |
| 2009 | 3월 5일  | Mnet   | 엠 카운트다운 | Honey | 1위                 |